# يان جونسون (لاعب كريكت)
يان جونسون (8 ديسمبر 1917 في أستراليا - 9 أكتوبر 1998 في أستراليا) (بالإنجليزية: Ian Johnson)‏ هو معلق رياضي ولاعب كريكت أسترالي. شارك مع منتخب أستراليا الوطني للكريكت. أما مع فريق رياضي، فقد لعب مع فريق فكتوريا للكريكت.

## وصلات خارجية
- يان جونسون على موقع إي آس بي آن كريك إنفو (الإنجليزية)